# Нахария
Нахария (от иврит: река на Господ; на иврит: נַהֲרִיָּה) е крайбрежен град в Северен Израел, северно от град Хайфа, част е от Северен окръг. Населението му по данни от 2009 г. наброява 50 200 жители.

## История
В древността на същото място е съществувало финикийско пристанище. Съвременният град възниква едва през 1933-1934 г. Основан е от еврейски заселници от Германия, които първоначално се занимават със земеделие. Сравнително скоро след това отделни жители на селището започват да строят малки хотели за туристи.
Дълго време селището е единственото еврейско селище, северно от град Акра (Акко). През 1948 г. по време на войната за независимост на Израел градът е „отрязан“ от останалата част на страната и единствената връзка е осъществявана с помощта на лодки.
Днес Нахария е предпочитано място за плаж и отдих. През града минава малката река Га'атон, която е канализирана в града. Интерес за туристите представляват намиращите се наблизо варовикови скали и близкия град Акко.